# 董文煥

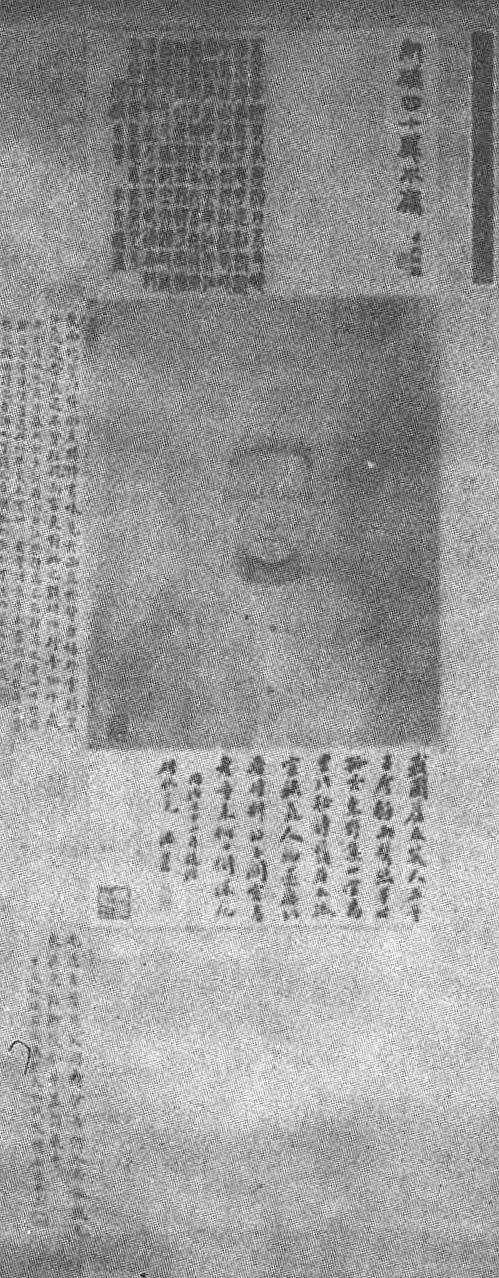
咸豐六年丙辰科進士董文煥，《研樵四十歲小像》攝於同治十二年二月二十五日

董文煥（1833年6月13日—1877年8月20日，道光十三年四月二十六日-光緒三年七月十二日），又董文涣，字堯章，號研秋、研樵、硯樵，山西省洪洞縣人，清朝政治人物，进士出身。清咸、同年间名诗人、诗律学家。

## 生平
咸豐六年（1856年）進士，先为翰林院庶吉士，后授翰林院检讨，充武英殿国史馆协修等职。同治四年（1865年）補甘肅甘涼兵備道。途經陝西，為布政使林壽圖奏留委辦山西米捐，十一年授甘肅鞏秦階道。光绪元年(1875)创建甘肃天水市陇南书院。
他的京城菜市口兵马司后街住宅为前太傅阮元旧居，饶花木，家中每有诗会。在京任职期间，与咸豐九年（1859年）己未科进士、鑲白旗漢軍英啓时有往来（据《清季洪洞董氏日记六种》，1997）。

## 著作
著述有：《硯樵山房詩》初集8卷、續集4卷，《聲調四譜圖說》14卷（1864年刊本，藏哈佛大学图书馆），《集韻編雅》10卷，《孟郊詩評點》2卷，《秋懷倡和詩》2集與《金陵誌喜百韻》。未刻的有：《峴樵山房日記》18冊，《藐姑射山房詩集》2卷，《蛾術錄要》1卷，《墨餘便錄》1卷，《西昆集選錄》1卷，《峴樵山房倡和詩存》2冊，《四史編雅》4冊，《嚶鳴求聲集》4冊。辑有《韩客诗存》一书，录朝鲜人诗150首，清人唱和诗199首（北京图书馆出版社，1996）。有现代版的《砚樵山房诗稿》（山西古籍出版社，2007）、《清季洪洞董氏日记六种》（北京图书馆出版社，1997）。
当今学界评《聲調四譜圖說》（1864刊本）为“清人声律研究集大成的著作”。参与该书分校的诗学及门包括理藩院员外郎满洲吉谦（字惠臣，与妻薩爾圖克氏于同治七年（1868）殉难于陕西神木县）和六位同治二年（1863年）癸亥恩科进士：光州的李嘉乐（官至江西巡抚，著《仿潛齋詩鈔》，方玉润序）、江都的史大立、嘉兴的王宝善、仁和的方恭铭、宛平的陈振瀛、淄川的邹振岳。董文煥的另一位受业、同治二年（1863年）癸亥恩科进士曹炜（同治进士）为董文煥的《硯樵山房詩集初编》（1870）作跋。

## 家庭
- 胞弟董文灿（1839-1876），咸丰十一年科举人，任国史馆校对、候补知府，著有《云龛诗集》、《芸香室书屋诗草》等。